# Exorista capensis
Exorista capensis är en tvåvingeart som först beskrevs av Macquart 1855.  Exorista capensis ingår i släktet Exorista och familjen parasitflugor. Inga underarter finns listade i Catalogue of Life.